# 德里门 (德里)
28°38′28″N 77°14′26″E / 28.641196°N 77.240511°E

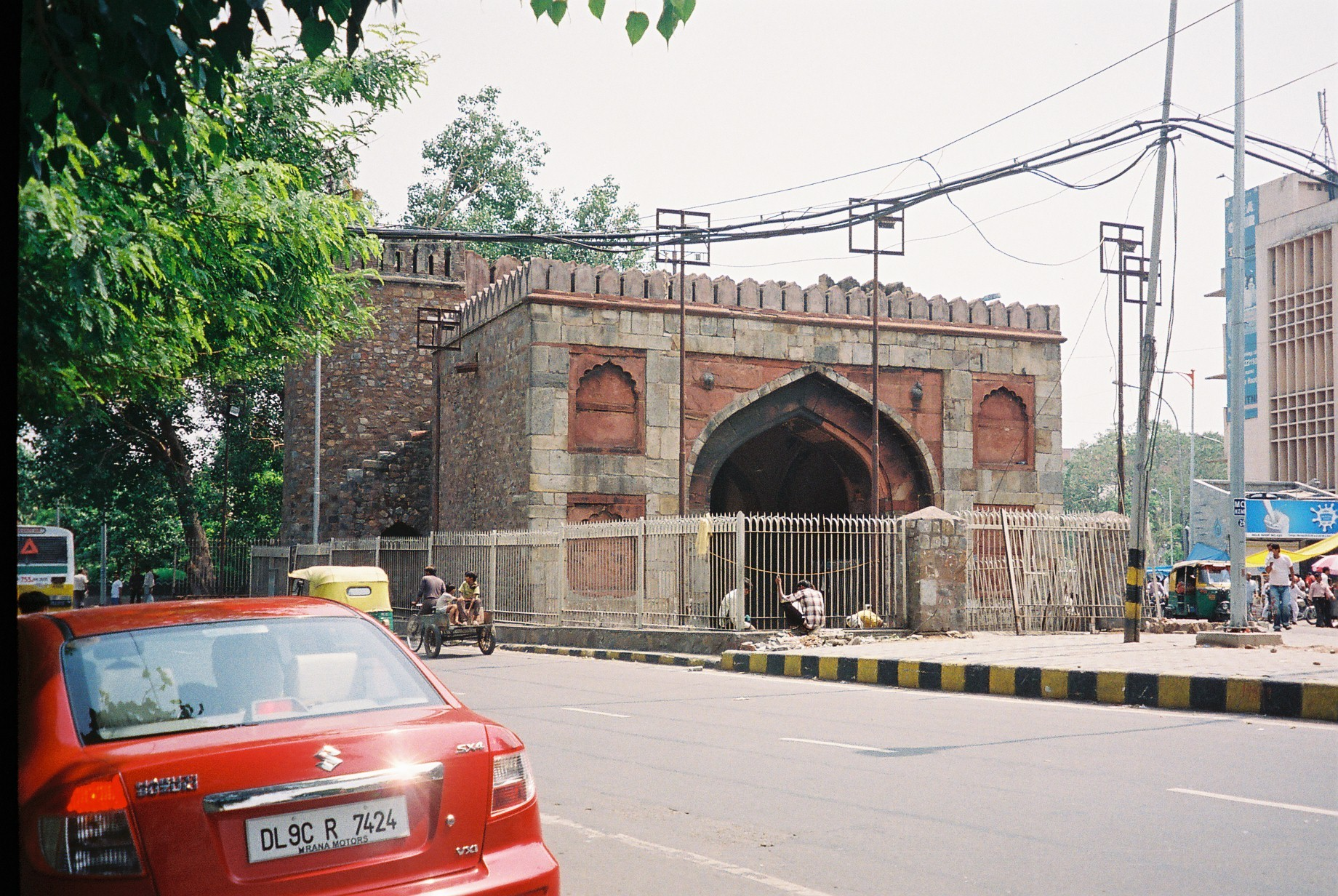

德里门（Delhi Gate）是印度旧德里城墙南侧的一个城门，连接城墙环绕的旧德里与新德里。它位于道路的中央，在内塔吉苏巴什钱德拉路（Netaji Subhash Chandra Road ）的尽头，在达雅加尼（Daryaganj）的边缘。从这扇门的道路穿过达雅加尼，通往克什米尔门。城门东侧的城墙已被拆除，以建造旧德里火车站，而西侧的城墙仍在。
德里门由皇帝沙贾汉建于1638年。皇帝从这里去贾玛清真寺祈祷。
德里门在设计和建筑上与城墙的北门克什米尔门（1853年）相似，用砂岩建造，规模宏大。附近有两尊大象的石雕。
德里门已被印度考古研究所列为保护遗产。